# مونكالفايلو
بلدية مونكالفايلو (بالإسبانية: Moncalvillo)‏, هي إحدى بلديات مقاطعة برغش, التي تقع في منطقة قشتالة وليون, والتي تقع في شمال غرب إسبانيا.
يبلغ عدد سكانها 114 نسمة وفقاً لإحصائية سنة (2002).